# Zeugophora javana
Zeugophora javana es una especie de coleóptero de la familia Megalopodidae.

## Distribución geográfica
Habita en Indonesia.